# فرودگاه آراچارت
فرودگاه آراچارت (به انگلیسی: Arrachart Airport) یک فرودگاه همگانی با کد یاتا DIE است که یک باند فرود آسفالت دارد و طول باند آن ۱۵۰۰ متر است. این فرودگاه در کشور ماداگاسکار قرار دارد و در ارتفاع ۱۱۴ متری از سطح دریا واقع شده‌است.

## شرکت‌های هواپیمایی و مقصدهای پروازی
| شرکت‌های هواپیمایی | مقصدهای پروازی                                      |
| ----------------- | --------------------------------------------------- |
| ایر ماداگاسکار    | ایواتو، دزااودزی پاماندزی، فسن، رولاند گرو، Sambava |
| Ewa Air           | دزااودزی پاماندزی                                   |